# エクトル・メンドーサ
エクトル・マヌエル・メンドーサ・リポイ （Hector Manuel Mendoza Ripoll, 1994年3月5日 - ）は、キューバ・フベントゥ島出身のプロ野球選手（投手）。

## 経歴

### キューバ時代
2009年にU-16キューバ代表としてAA世界野球選手権大会に出場し、大会最優秀投手に選出された。
2011年からはキューバリーグ（セリエ・ナシオナル・デ・ベイスボル）のトロンヘロス・デ・イスラ・デ・ラ・フベントゥでプレー。なお、スポーツイニシエーションスクールのフラディオ・アルバレス・ガランEIDE Fladio Álvarez Galánを卒業後若手のキューバ代表の大多数が在学するマニュエル・ファハルド国立体育大学ではなく、農業技術者養成のヘスス・モンタネ・オロペサ大学に在学している。（キューバで理工系の大学にすすむ学生はIPVCEと呼ばれる理工系のエリートが進む予備校を卒業しているかそれと並ぶ学力を持つということであり、極めて学業成績優秀である。）

### キューバ国外移籍解禁後

#### 巨人時代
2014年7月17日、日本の読売ジャイアンツへ派遣されることが決定し、正式に契約した。
2015年7月には、2015年パンアメリカン競技大会における男子野球競技のキューバ代表に選出されている。11月にはWBSCプレミア12にキューバ代表として出場。
2016年秋に巨人から戦力外通告を受け、10月3日に羽田空港発フランス経由の航空便でキューバへ向かった後に行方不明となった。アメリカのスペイン語新聞『エル・ヌエボ・エラルド』は、MLB球団との契約を目指すために亡命したという推測を伝えた。

#### カージナルス傘下時代
2017年6月7日にセントルイス・カージナルスとマイナー契約を結ぶ。
2019年は故障者リスト入りを繰り返し、6月4日に解雇となる。

## 選手としての特徴
投球フォームはオーバースロー。キューバ時代は自己最速98mph（約157.7km/h）を記録した。カーブ、チェンジアップ、スライダーを投げる。

## 詳細情報

### 年度別投手成績
| 年 度     | 球 団    | 登 板 | 先 発 | 完 投 | 完 封 | 無 四 球 | 勝 利 | 敗 戦 | セ 丨 ブ | ホ 丨 ル ド | 勝 率 | 打 者 | 投 球 回 | 被 安 打 | 被 本 塁 打 | 与 四 球 | 敬 遠 | 与 死 球 | 奪 三 振 | 暴 投 | ボ 丨 ク | 失 点 | 自 責 点 | 防 御 率 | W H I P |
| --------- | -------- | ----- | ----- | ----- | ----- | -------- | ----- | ----- | -------- | ----------- | ----- | ----- | -------- | -------- | ----------- | -------- | ----- | -------- | -------- | ----- | -------- | ----- | -------- | -------- | ------- |
| 2011-2012 | IJV      | 8     | 4     | 0     | 0     | 0        | 2     | 1     | 0        | --          | .667  | 98    | 22.0     | 17       | 1           | 17       | 0     | 3        | 13       | 4     | 0        | 12    | 11       | 4.50     | 1.55    |
| 2012-2013 | IJV      | 14    | 8     | 0     | 0     | 0        | 0     | 6     | 2        | --          | .000  | 264   | 63.1     | 50       | 0           | 33       | 3     | 5        | 43       | 1     | 0        | 20    | 17       | 2.42     | 1.33    |
| 2013-2014 | IJV      | 25    | 0     | 0     | 0     | 0        | 6     | 4     | 13       | --          | .600  | 213   | 49.2     | 39       | 0           | 31       | 5     | 1        | 40       | 4     | 0        | 15    | 13       | 2.36     | 1.32    |
| 2015      | 巨人     | 2     | 0     | 0     | 0     | 0        | 0     | 0     | 0        | 1           | ---   | 13    | 3.0      | 3        | 0           | 1        | 1     | 0        | 3        | 0     | 0        | 1     | 1        | 3.00     | 1.33    |
| 2016      | 巨人     | 3     | 0     | 0     | 0     | 0        | 0     | 0     | 0        | 0           | ---   | 20    | 4.0      | 6        | 1           | 2        | 0     | 0        | 4        | 0     | 0        | 5     | 5        | 11.25    | 2.00    |
| SNB：3年  | SNB：3年 | 47    | 12    | 0     | 0     | 0        | 8     | 11    | 15       | --          | .421  | 575   | 135.0    | 106      | 1           | 81       | 8     | 9        | 96       | 9     | 0        | 47    | 41       | 2.73     | 1.39    |
| NPB：2年  | NPB：2年 | 5     | 0     | 0     | 0     | 0        | 0     | 0     | 0        | 1           | ---   | 33    | 7.0      | 9        | 1           | 3        | 1     | 0        | 7        | 0     | 0        | 6     | 6        | 7.71     | 1.71    |

- キューバで通常用いられる個人通算成績は、プレーオフや選抜リーグなども合算するため、この表の合計とは一致しない

### 記録
NPB
- 初登板・初ホールド：2015年6月2日、対オリックス・バファローズ1回戦（東京ドーム）、6回表に2番手で救援登板、2回無失点
- 初奪三振：同上、7回表にT-岡田から空振り三振

### 表彰
国際大会
- 第14回AA世界野球選手権大会最優秀投手 （2009年）

### 背番号
- 94 （2014年 - 2016年）

### 登場曲
- 「Control」Los Desiguales

### 代表歴
- 2014年中央アメリカ・カリブ海競技大会野球キューバ代表
- 2015年パンアメリカン競技大会男子野球キューバ代表
- 2015 WBSCプレミア12 キューバ代表